# Peter Armitage (Schauspieler)
Peter Armitage (* 23. Oktober 1939 in Skipton; † 30. November 2018) war ein britischer Schauspieler. Besondere Bekanntheit erlangte er durch seine Rolle Bill Webster in der Fernsehserie Coronation Street, die er in fast 400 Folgen verkörperte.

## Leben
Armitage hatte eine schwierige Kindheit. Seine alleinerziehende Mutter hatte wechselnde Beziehungen und gab ihn deshalb oft bei seiner Tante ab. Dies änderte sich erst mit ihrer erneuten Heirat. Seinen leiblichen Vater, einen Deutschen, lernte er erst mit 28 kennen. Er besuchte eine Secondary Modern School in Glusburn und absolvierte anschließend eine Lehre in einem Unternehmen, welches Dieselmotoren herstellte. Danach trat er 1960 der Handelsmarine bei und bereiste die nächsten vier Jahre die Welt. 1964 ließ er sich in London nieder und wurde als Bauarbeiter (banksman) bei Arbeiten am Tunnel der Victoria Line tätig. Zu dieser Zeit entdeckte er sein Interesse an der Schauspielerei, als er eine Amateurtheatergruppe in einem Folkclub sah und dieser beitrat. Später nahm er Schauspielunterricht an der East 15 Acting School in Essex und trat am Sheffield Repertory Theatre auf.
1970 hatte er seine erste Rolle im Fernsehen, als er in der Pilotfolge von The Befrienders auftrat. Als diese Serie 1972 eine Staffel erhielt, nahm Armitage seine Rolle wieder auf. Es gelang ihm damit, sich als Charakterdarsteller zu profilieren, was ihm viele Besetzungen als Soldat oder Polizist einbrachte. 1975 spielte er in Days of Hope mit. 1976 folgten Auftritte in dem Film Grease Monkey und in der Fernsehserie Lucky Feller. Im nächsten Jahr war er erstmals in der Fernsehserie Coronation Street zu sehen. Daneben spielte er von 1977 bis 1979 am Royal National Theatre unter der Intendanz von Bill Bryden.
Frustriert mit der Entwicklung seiner Schauspielkarriere verließ Armitage 1980 seine Frau, die Schauspielerin Annabel Scase, die er 1970 geheiratet hatte, und wanderte nach Australien aus. In seiner zweijährigen Auszeit hielt er sich als Straßenmusiker in Sydney über Wasser. Mit davon angespartem Geld kaufte er sich ein gebrauchtes Motorrad und bereiste das Land. Wieder zurück im Vereinigten Königreich spielte er 1984 erneut in der Fernsehserie Coronation Street mit, diesmal jedoch in der Rolle von Bill Webster. Nach einigen Monaten stieg er jedoch aus der Fernsehserie aus und seine Figur wurde mittels einer Auswanderung nach Deutschland aus der Serie geschrieben. Von 1995 bis 1997 und von 2006 bis 2011 spielte Armitage die Rolle des Bill Webster erneut in Coronation Street.
Nach seinem Ausscheiden aus Coronation Street in den 1980er Jahren hatte er Gastrollen in verschiedenen populären Fernsehserien. 1992 spielte er eine der Hauptrollen in dem Polizeidrama Sam Saturday.
Am 30. November 2018 starb Armitage an einem Herzinfarkt. Aus seiner geschiedenen Ehe hatte er zwei Kinder, einen Sohn und eine Tochter.

## Filmografie (Auswahl)
- 1970: The Befrienders
- 1971: Justice (Fernsehserie, 1 Folge)
- 1972: The Befrienders (Fernsehserie, 11 Folgen)
- 1972: The Pathfinders (Fernsehserie, 1 Folge)
- 1974: They Disappear When You Lie Down
- 1975: Die Füchse (The Sweeney, Fernsehserie, 1 Folge)
- 1975: Days of Hope – 1916: Joining Up
- 1976: Couples (Fernsehserie, 9 Folgen)
- 1976: Grease Monkey
- 1976: Lucky Feller (Fernsehserie, 11 Folgen)
- 1977: Coronation Street (Fernsehserie, 2 Folgen)
- 1978: Die Profis (The Professionals, Fernsehserie, 1 Folge)
- 1984–1985, 1995–1997, 2006–2011: Coronation Street (Fernsehserie, 391 Folgen)
- 1988: Jack the Ripper – Das Ungeheuer von London (Jack the Ripper)
- 1992: Sam Saturday (Fernsehserie, 6 Folgen)
- 1992, 2002: Heartbeat (Fernsehserie, 2 Folgen)
- 1993: Mr. Wroe’s Virgins (Fernsehserie, 1 Folge)
- 1993: Medics (Fernsehserie, 1 Folge)
- 1993: The Bill (Fernsehserie, 1 Folge)
- 1993: Harry (Fernsehserie, 1 Folge)
- 1993: Die Abenteuer des jungen Indiana Jones (The Young Indiana Jones Chronicles, Fernsehserie, 1 Folge)
- 1994: Peak Practice (Fernsehserie, 1 Folge)
- 1994: Chandler & Co (Fernsehserie, 1 Folge)
- 1995: Hearts and Minds (Fernsehserie, 4 Folgen)
- 1995: The Vet (Fernsehserie, 2 Folgen)
- 1996: Circles of Deceit: Sleeping Dogs
- 2001: Das B-Team: Beschränkt und auf Bewährung (The Parole Officer)
- 2002: Holby City (Fernsehserie, 1 Folge)
- 2002: Fat Friends (Fernsehserie, 1 Folge)
- 2003: The Second Coming
- 2013: Doctors (Fernsehserie, 1 Folge)